# امپراتور لینگ هان
امپراتور لینگ هان (۱۵۶ تا ۱۳ مه ۱۸۹)، با نام شخصی لیو هونگ، دوازدهمین امپراتور دودمان هان شرقی بود. او به‌عنوان پسر یک مارکی دون‌پایه (لیو چانگ) به دنیا آمد. او یکی از نوادگان پسری امپراتور ژانگ هان بود. لیو هونگ در تاریخ ۱۶۸ میلادی در سن ۱۲ سالگی به‌عنوان امپراتور هان شرقی انتخاب شد. زیرا امپراتور هوان هان پسری برای حاکمیت دودمان هان شرقی نداشت. او پدر امپراتور شائو هان و امپراتور شیان هان (واپسین فرمان‌روای دودمان هان) بود. پس از وی پسرش لیو بیان با نام امپراتور شائو هان تاجگذاری نمود.از او به‌عنوان اخرین امپراتور قدرتمند هان یاد میشود چرا که پس از او دیگر امپراتوران هان فقط عروسک خیمه شب بازی جنگ سالاران نیرومند بودند.